# Altenkrempe
Altenkrempe est une commune allemande du Schleswig-Holstein, située dans l'arrondissement du Holstein-de-l'Est (Kreis Ostholstein), au nord de la ville de Neustadt in Holstein. Altenkrempe est l'une des cinq communes de l'Amt Ostholstein-Mitte (« Moyen-Holstein-de-l'Est ») dont le siège est à Schönwalde am Bungsberg.

## Personnalités liées à la ville
- Victor von Plessen (1900-1980), explorateur né au manoir de Sierhagen.